# Test inteligencji WAIS

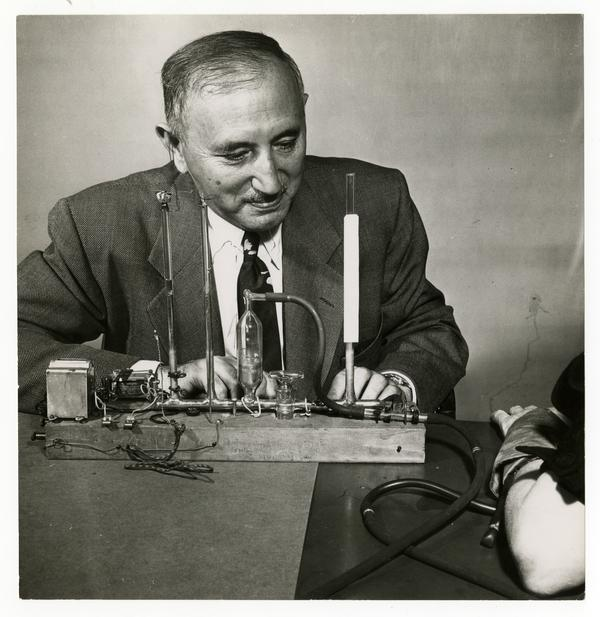
Dr. David Wechsler

Test inteligencji WAIS (ang. Wechsler Adult Intelligence Scale) – test inteligencji dla dorosłych skonstruowany przez amerykańskiego psychologa Davida Wechslera. Pierwsza wersja testu została opublikowana przez Wechslera w 1955 roku, jako aktualizacja Testu Inteligencji Wechsler–Bellevue, wydanego w 1939 roku. Aktualna polska adaptacja tego testu nosi nazwę WAIS-R (PL) (R –- revised) i składa się z 11 testów badających poziom rozwoju różnych zdolności poznawczych. Test Wechslera jest przeznaczony do badań indywidualnych.
STIB jest klasyczną miarą inteligencji. Jednakże współcześnie do indywidualnych pomiarów inteligencji częściej używa się skal skonstruowanych przez Wechslera (1995). Każda podskala zawiera zadania mierzące odrębny rodzaj zdolności intelektualnych. Test ten pozwala więc ocenić nie tylko ogólny poziom inteligencji, ale także informacje o silnych i słabych punktach danej osoby badanej. Najlepiej sprawdza się w ocenie przeciętnej inteligencji, nie jest przeznaczony do diagnozowania upośledzeń i badania inteligencji ponadprzeciętnej. Dzieli się na skalę słowną (werbalną) i bezsłowną (wykonaniową). Testy słowne składają się z testu: wiadomości, powtarzania cyfr, słownikowego, arytmetyki, rozumienia i podobieństwa. Na testy bezsłowne: braki w obrazkach, porządkowanie obrazków, klocki, układanki i symbole cyfr. Dzięki temu skala Wechslera pozwala ocenić werbalny i niewerbalny IQ. Wechsler wprowadził również pojęcie odchylenia IQ.
Odmianą testu skierowaną do dzieci jest WISC (Wechsler Intelligence Scale for Children, Skala Inteligencji Wechslera dla Dzieci), z jej późniejszą odmianą WISC-R.